# Уральские марийцы
Уральские марийцы — подгруппа восточных марийцев, проживающая на Урале, преимущественно в Свердловской, Челябинской областях и Пермском крае. Они являются потомками переселенцев из луговых марийцев переселявшихся в течение XVI—XVII веков в попытке избежать насильственной христианизации и эксплуатации, сохранивших самосознание и единый лугово-восточный марийский язык. Для культуры уральских марийцев характерны культурные заимствования от соседних тюркских народов, в частности для языка современных уральских марийцев, однако, характерно заимствование многих слов тюркского происхождения, произошедшее в результате их постоянного бытового контакта с татарами и башкирами.
Уральские марийцы делятся на кунгурских (сылвенских) и краснуофимских (верхнеуфимских) марийцев.

## Распространение
Марийская деревня Урала: Большая Тавра